# 에마 매키
에마 매키(영어: Emma Mackey, 1996년 1월 4일 ~ )는 프랑스, 영국의 배우, 모델이다. 넷플릭스 시리즈 《오티스의 비밀 상담소》의 메이브 와일리 역으로 이름을 알렸다.

## 어린 시절
1996년 1월 4일 프랑스 사르트주 르망에서 태어나 사블레쉬르사르트(Sablé-sur-Sarthe)에서 성장했다. 아버지는 프랑스인, 어머니는 영국인이다. 리즈 대학교에서 연극학을 전공했다.

## 출연 작품

### 영화
| 연도 | 제목           | 원제              | 배역             | 비고    |
| ---- | -------------- | ----------------- | ---------------- | ------- |
| 2019 | 틱             | Tic               | 제스             | 단편    |
| 2020 | 겨울 호수      | The Winter Lake   | 홀리             | TV 영화 |
| 2021 | 에펠           | Eiffel            | 아드리엔 부르주  |         |
| 2022 | 나일 강의 죽음 | Death on the Nile | 자클린 드 벨포르 |         |
| 2022 | 에밀리         | Emily             | 에밀리 브론테    |         |
| 2023 | 바비           | Barbie            | 물리학자 바비    |         |
| 2025 | 핫 밀크        | Hot Milk          | 소피아           |         |
| 2025 | 엘라 맥케이    | Ella McCay        | 엘라 맥케이      |         |
| 미정 | 알파           | Alpha             |                  |         |

### 텔레비전 드라마
| 연도      | 제목                 | 원제          | 배역          | 비고 |
| --------- | -------------------- | ------------- | ------------- | ---- |
| 2019-2023 | 오티스의 비밀 상담소 | Sex Education | 메이브 와일리 | 주연 |